# Men’s Health
«Men’s Health» (с англ. — «Мужское здоровье») — ежемесячный американский мужской журнал; региональные версии издаются в 45 странах мира.
В 1998—2019 годах выходила российская версия журнала.

## История
Первый номер журнала «Men’s Health» был издан в США в 1988 году издательской компанией «Rodale». Сейчас это крупный мужской журнал, издающийся в 45 странах с общей аудиторией более 22 млн. человек. «Men’s Health» охватывает все темы, интересующие мужскую аудиторию, специализируясь на здоровом образе жизни.
«Men’s Health» вошел в «горячую десятку» крупнейших журналов США в 2004 и 2005 годах, получил главные профессиональные награды специалистов в области рекламы «A-list» в 2003, 2004 годах, вошёл в список лучших изданий десятилетия по версии «Capell’s Circulation Report» и в список самых заметных запусков 20 лет журнала «MIN».
В 1998 году была запущена российская версия. В 2022 году из-за вторжения России в Украину владелец отозвал лицензию.